# Afriška nogometna konfederacija
Afriška nogometna konfederacija (francosko Confédération Africaine de Football, kratica CAF je krovna organizacija mednarodnega nogometa, ki upravlja in nadzoruje nogomet v Afriki. 
CAF predstavlja nacionalne nogometne zveze Afrike, kot tudi celinska, nacionalna in klubska tekmovanja in nadzoruje denarne nagrade, pravila in medijske pravice na teh tekmovanjih. CAF je največji izmed šestih kontinentalnih konfederacij FIFA. CAF organizira tudi Pokal afriških narodov, kot tudi afriško Ligo prvakov. Konfederacija je bila ustanovljena leta 1956 in ima zagotovljeno mesto na svetovnih prvenstvih od leta 1970. Organizacija vsako leto podeli tudi nagrado za afriškega nogometaša leta.
Trenutno CAF sestavlja 56 nacionalnih zvez. Sedanji predsednik CAF-a je Issa Hayatou.

## Članice
| Severna Afrika - Alžirija - Egipt - Libija - Maroko - Tunizija Zahodna Afrika - Benin - Burkina Faso - Zelenortski otoki - Gambija - Gana - Gvineja - Gvineja Bissau - Slonokoščena obala - Liberija - Mali - Mavretanija - Niger - Nigerija - Senegal - Sierra Leone - Togo | Centralna Afrika - Kamerun - Srednjeafriška republika - Čad - Kongo - DR Kongo - Ekvatorialna Gvineja - Gabon - Sveti Tomaž in Princ Vzhodna Afrika - Burundi - Džibuti - Eritreja - Etiopija - Kenija - Ruanda - Somalija - Južni Sudan - Sudan - Tanzanija - Uganda - Zanzibar | Južna Afrika - Angola - Bocvana - Komori - Lesoto - Madagaskar - Malavi - Mavricij - Mozambik - Namibija - Sejšeli - Južna Afrika - Esvatini - Zambija - Zimbabve - Réunion |

## Uvrščenereprezentancena svetovno prvenstvo
| - 1930 - Nobena - 1934 - Egipt - 1938 - Nobena - 1950 - Nobena - 1954 - Nobena - 1958 - Nobena - 1962 - Nobena | - 1966 - Nobena - 1970 - Maroko - 1974 - DR Kongo - 1978 - Tunizija - 1982 - Alžirija, Kamerun - 1986 - Alžirija, Maroko - 1990 - Kamerun, Egipt | - 1994 - Kamerun, Maroko, Nigerija - 1998 - Kamerun, Maroko, Nigerija, Republika Južna Afrika, Tunizija - 2002 - Kamerun, Nigerija, Senegal, Republika Južna Afrika, Tunizija - 2006 - Angola, Slonokoščena obala, Gana, Togo, Tunizija - 2010 – Alžirija, Kameron, Gana, Slonokoščena obala, Nigerija, Južna Afrika - 2014 – Alžirija, Kameron, Gana, Slonokoščena obala, Nigerija |

SKUPNO
- 7 -  Kamerun
- 5 –  Nigerija,
- 4 -  Alžirija,  Maroko,  Tunizija,
- 3 -  Gana,  Slonokoščena obala,  Južna Afrika
- 2 -  Egipt,
- 1 -  Angola,  DR Kongo (kot Zair),  Senegal,  Togo